# (31593) Romapradhan
1999 FG39 (asteroide 31593) é um asteroide da cintura principal. Possui uma excentricidade de 0.06359730 e uma inclinação de 2.01341º.
Este asteroide foi descoberto no dia 20 de março de 1999 por LINEAR em Socorro.